# Coelorinchus bollonsi
Coelorinchus bollonsi är en fiskart som beskrevs av Mccann och Mcknight, 1980. Coelorinchus bollonsi ingår i släktet Coelorinchus och familjen skolästfiskar. Inga underarter finns listade i Catalogue of Life.